# أريستيدس غونزاليز
أريستيدس غونزاليز (بالإنجليزية: Arístides González) (مواليد 12 يناير 1961) هو ملاكم أمريكي، مثّل بلاده في الألعاب الأولمبية الصيفية 1984.

## وصلات خارجية
أريستيدس غونزاليز على موقع بوكس ريك (الإنجليزية) (registration required)
- أريستيدس غونزاليز على موقع أوليمبيديا (الإنجليزية)